# Conseil national des transports
Pour les articles homonymes, voir CNT.
Le conseil national des transports (CNT) était un organisme français de concertation, à rôle consultatif, placé auprès du ministre des transports. Il a été créé par la Loi d'orientation sur les transports intérieurs (LOTI) du 30 décembre 1982.
Sa composition a été fixée par un décret de février 1984. Il comprenait, outre son président et ses trois vice-présidents, nommés par le ministre des transports, quatre parlementaires, dix élus locaux, le président du Conseil supérieur de la marine marchande et celui du conseil supérieur de l'aviation marchande, vingt-deux représentants de l'État, quatre personnalités choisies pour leur compétence en matière de transports, treize représentants des usagers, vingt-trois représentants d'entreprises de transport des différents modes et vingt-trois représentants des syndicats représentatifs du secteur des transports. Tous ses membres avaient un mandat de trois ans.
Il était organisé en une assemblée générale qui compte 193 membres (titulaires et suppléants) et une section permanente, de 89 membres (titulaires et suppléants) qui en était l’instance décisionnelle. Il constituait en outre des commissions spécialisées, dont une est l’observatoire des conditions économiques et sociales du transport.
Son président était Alain Gille, ingénieur général des Ponts et Chaussées. Il est membre de droit du Conseil national de la consommation.
Sa mission consistait à rendre des avis soit sur des questions qui lui sont soumises par le ministère, soit sur des questions dont il s'auto-saisissait. Il établissait chaque année un rapport public sur la situation et l'évolution des transports intérieurs. Son site internet publiait régulièrement des informations et des rapports sur la situation des transports en France et en Europe. 
Le Conseil National des Transports a été dissous par l'article 251 de la loi n° 2010-788 du 12 juillet 2010. Cette dissolution a fait suite à un rapport conseil général des Ponts et Chaussées, déposé le 8 avril 2008, sur la recomposition des organismes consultatifs du secteur des transports terrestres. Ce rapport était très critique sur son fonctionnement. 
Le successeur du Conseil National des Transports était théoriquement le Conseil supérieur des transports terrestres et de l'intermodalité (CSTTI), lui-même dissous en 2014. 